# Aksiokersos
Aksiokersos (gr. Ἀξιόκερσος Axiókersos) – bóg w mitologii greckiej. Był jednym z trzech potomków Hefajstosa i nimfy Kabeiro lub Kadmilosa, syna Hefajstosa i Kabeiro, oraz bożkiem świata podziemnego. Z pozostałym rodzeństwem – Aksierosem i Aksiokersą (jednocześnie będącą jego żoną) byli wraz z Dioskurami, opiekunami żeglarzy.
Mnaseas z Patary utożsamiał Aksiokersosa i jego rodzeństwo z Kabirami oraz z Kuretami, Korybantami i Dioskurami i z kultami: Dionizosa, Hadesa, Hermesa i Demeter lub odpowiednio z Demeter (Aksieros), Persefoną (Aksiokersa), Hadesem (Aksiokersos) i Hermesem (Kadmilos) a w mitologii rzymskiej z Jowiszem, Merkurym, Junoną i Minerwą.
Imię Aksiokersosa i jego rodzeństwa jest pochodzenia trackiego, a wspólny rdzeń aksi oznacza huczący, hałaśliwy.